# Tour de Lombardie 1988
La 82e édition du Tour de Lombardie s'est déroulée le 15 octobre 1988. La course a été remportée par le coureur français Charly Mottet. Le parcours s'est déroulé entre Côme et Milan sur une distance de 260 kilomètres.

## Présentation

### Parcours
Le parcours, long de 260 kilomètres relie depuis l'édition 1985 Côme à Milan. Ce tracé se situe sur un terrain vallonné comportant les ascensions du Ghisallo, du Valcava (15 kilomètres de montée à 7 % de moyenne dont 2 kilomètres à 14 %) ou du Valpiana avant de se conclure sur un parcours plat sur une distance d'environ 60 kilomètres.

### Favoris
Le tenant du titre, Moreno Argentin, n'est pas au départ. En son absence, l'Allemand de l'Ouest Rolf Gölz fait figure d'homme en forme après ses victoires dans Milan-Turin et le Tour du Piémont dans les jours précédant « la Classique des feuilles mortes ». Celui-ci cite comme favoris Charly Mottet (vainqueur du Tour du Latium et du Grand Prix des Nations), Gianni Bugno et Phil Anderson.

## Déroulement de la course
La course se joue dans l'ascension du Valico de Valcava. Charly Mottet et Luc Roosen attaquent et dépassent le champion du monde sur route en titre Maurizio Fondriest et passent au col avec 12 secondes d'avance sur l'Italien et 50 secondes sur un groupe comportant les autres poursuivants. Dans la descente, Mottet distance Roosen à la suite d'une crevaison et se retrouve seul en tête à 100 kilomètres de l'arrivée. Son avance dépasse les 3 minutes au sommet de la difficulté suivante, le Valpiana, alors qu'il reste 70 kilomètres de course. Lancé dans un véritable contre-la-montre, Mottet maintient une avance suffisante pour s'imposer en solitaire à Milan,,. Il s'impose avec 1 minute 40 secondes d'avance sur Gianni Bugno. Marino Lejarreta est lui troisième, cinq secondes derrière l'Italien. 35 coureurs sont classés sur les 177 du départ,.

## Classement final
| \| Classement général \| Classement général \| Classement général \| Classement général \| Classement général \| \| Coureur \| Coureur \| Pays \| Équipe \| Temps \| \| ------------------ \| ------------------------ \| ------------------ \| ----------------------------- \| ------------------ \| \| 1er \| Charly Mottet \| France \| Système U \| 6 h 49 min 05 s \| \| 2e \| Gianni Bugno \| Italie \| Chateau d'Ax-Salotti \| + 1 min 40 s \| \| 3e \| Marino Lejarreta \| Espagne \| Caja Rural-Orbea \| + 1 min 45 s \| \| 4e \| Luc Roosen \| Belgique \| Roland \| + 3 min 30 s \| \| 5e \| Tony Rominger \| Suisse \| Chateau d'Ax-Salotti \| + 3 min 30 s \| \| 6e \| Luca Rota \| Italie \| Del Tongo-Colnago \| + 3 min 30 s \| \| 7e \| Gianbattista Baronchelli \| Italie \| Pepsi-Cola-Fanini-FNT \| + 3 min 30 s \| \| 8e \| Davide Cassani \| Italie \| Gewiss-Bianchi \| + 3 min 30 s \| \| 9e \| Claudio Chiappucci \| Italie \| Carrera Jeans-Vagabond \| + 8 min 38 s \| \| 10e \| Martial Gayant \| France \| Toshiba-Look \| + 8 min 38 s \| \| 11e \| Mauro Gianetti \| Suisse \| Weinmann \| + 8 min 38 s \| \| 12e \| Eric Van Lancker \| Belgique \| Panasonic-Isostar-Colnago-Agu \| + 8 min 38 s \| \| 13e \| Silvano Contini \| Italie \| Malvor-Bottecchia \| + 8 min 48 s \| \| 14e \| Claude Criquielion \| Belgique \| Hitachi-Bosal \| + 8 min 48 s \| \| 15e \| Gilles Delion \| France \| Weinmann-La Suisse-SMM Uster \| + 8 min 48 s \| \| 16e \| Maurizio Fondriest \| Italie \| Alfa Lum-Legnano-Ecoflam \| + 8 min 52 s \| \| 17e \| Patrick Tolhoek \| Pays-Bas \| Roland \| + 10 min 43 s \| \| 18e \| Maarten Ducrot \| Pays-Bas \| Superconfex-Yoko \| + 10 min 43 s \| \| 19e \| Robert Millar \| Royaume-Uni \| Fagor-MBK \| + 10 min 43 s \| \| 20e \| Michele Moro \| Italie \| Selca-Ciclolinea-Conti \| + 10 min 43 s \| |                          |             |                               |                 |
| |                          |             |                               |                 |
| Sources : ProCyclingStats Cycling Archives |                          |             |                               |                 |
| Classement général |                          |             |                               |                 |
| Coureur | Coureur                  | Pays        | Équipe                        | Temps           |
| 1er | Charly Mottet            | France      | Système U                     | 6 h 49 min 05 s |
| 2e | Gianni Bugno             | Italie      | Chateau d'Ax-Salotti          | + 1 min 40 s    |
| 3e | Marino Lejarreta         | Espagne     | Caja Rural-Orbea              | + 1 min 45 s    |
| 4e | Luc Roosen               | Belgique    | Roland                        | + 3 min 30 s    |
| 5e | Tony Rominger            | Suisse      | Chateau d'Ax-Salotti          | + 3 min 30 s    |
| 6e | Luca Rota                | Italie      | Del Tongo-Colnago             | + 3 min 30 s    |
| 7e | Gianbattista Baronchelli | Italie      | Pepsi-Cola-Fanini-FNT         | + 3 min 30 s    |
| 8e | Davide Cassani           | Italie      | Gewiss-Bianchi                | + 3 min 30 s    |
| 9e | Claudio Chiappucci       | Italie      | Carrera Jeans-Vagabond        | + 8 min 38 s    |
| 10e | Martial Gayant           | France      | Toshiba-Look                  | + 8 min 38 s    |
| 11e | Mauro Gianetti           | Suisse      | Weinmann                      | + 8 min 38 s    |
| 12e | Eric Van Lancker         | Belgique    | Panasonic-Isostar-Colnago-Agu | + 8 min 38 s    |
| 13e | Silvano Contini          | Italie      | Malvor-Bottecchia             | + 8 min 48 s    |
| 14e | Claude Criquielion       | Belgique    | Hitachi-Bosal                 | + 8 min 48 s    |
| 15e | Gilles Delion            | France      | Weinmann-La Suisse-SMM Uster  | + 8 min 48 s    |
| 16e | Maurizio Fondriest       | Italie      | Alfa Lum-Legnano-Ecoflam      | + 8 min 52 s    |
| 17e | Patrick Tolhoek          | Pays-Bas    | Roland                        | + 10 min 43 s   |
| 18e | Maarten Ducrot           | Pays-Bas    | Superconfex-Yoko              | + 10 min 43 s   |
| 19e | Robert Millar            | Royaume-Uni | Fagor-MBK                     | + 10 min 43 s   |
| 20e | Michele Moro             | Italie      | Selca-Ciclolinea-Conti        | + 10 min 43 s   |